# Javorova
Javorova este un sat din comuna Petnjica, Muntenegru. Conform datelor de la recensământul din 2003, localitatea are 117 locuitori (la recensământul din 1991 erau 193 de locuitori).

## Demografie
În satul Javorova locuiesc 76 de persoane adulte, iar vârsta medie a populației este de 29,2 de ani (26,2 la bărbați și 33,1 la femei). În localitate sunt 26 de gospodării, iar numărul mediu de membri în gospodărie este de 4,50.
Populația localității este foarte eterogenă.
|  |

| Demografie | Demografie | Demografie |
| An         | Locuitori  | Locuitori  |
| ---------- | ---------- | ---------- |
|            |            |            |
|            |            |            |
|            |            |            |
|            |            |            |
| 1948       | 225        |            |
| 1953       | 285        |            |
| 1961       | 270        |            |
| 1971       | 255        |            |
| 1981       | 225        |            |
| 1991       | 193        | 183        |
| 2003       | 170        | 117        |

| \| Componența etnică conform recensământului din 2003[2] \| Componența etnică conform recensământului din 2003[2] \| Componența etnică conform recensământului din 2003[2] \| Componența etnică conform recensământului din 2003[2] \| Componența etnică conform recensământului din 2003[2] \| \| ----------------------------------------------------- \| ----------------------------------------------------- \| ----------------------------------------------------- \| ----------------------------------------------------- \| ----------------------------------------------------- \| \| \| \| \| \| \| \| Bosniaci \| Bosniaci \| \| 76 \| 64,95% \| \| Musulmani \| Musulmani \| \| 41 \| 35,04% \| \| necunoscută \| necunoscută \| \| 0 \| 0% \| |             |  |    |        |
| Componența etnică conform recensământului din 2003 |             |  |    |        |
| |             |  |    |        |
| Bosniaci | Bosniaci    |  | 76 | 64,95% |
| Musulmani | Musulmani   |  | 41 | 35,04% |
| necunoscută | necunoscută |  | 0  | 0%     |